# Přemyslovský krucifix
Přemyslovský krucifix (německy Přemyslidenkreuz) z Jihlavy, Přemyslovský kříž je polychromovaný dřevěný krucifix z první poloviny 14. století. Je vystaven v obrazárně pražského Strahovského kláštera. V roce 2010 byl nařízením vlády zařazen mezi Národní kulturní památky ČR.

## Historie
Podle legendy byl kříž do Jihlavy věnován Přemyslem Otakarem II. či Přemyslem Otakarem I. Dílo však pravděpodobně vzniklo okolo roku 1330 a do Jihlavy se dostalo ve 14. století z Německa. Krucifix byl určen pro dominikánský kostel Povýšení sv. Kříže, který byl založen v polovině 13. století. Duchovním centrem dominikánského řádu ve střední Evropě byl Kolín nad Rýnem, odkud pocházejí nejstarší krucifixy podobného typu.
Po josefínských reformách a zrušení jezuitského řádu přesídlili dominikáni roku 1781 do jezuitského kláštera a kostela sv. Ignáce z Loyoly, kde byl krucifix umístěn v levé boční kapli poblíž vchodu, v pozdně rokokovém zaskleném oltáři. Z kostela sv. Ignáce byl později přemístěn do kostela sv. Jakuba většího, který od roku 1591 podléhal Strahovskému premonstrátskému klášteru. Za komunistického režimu byl Strahovský klášter zrušen a tak mohl být krucifix odborně zhodnocen až po roce 1989, po prvním moderním restaurování v letech 1994–1997 v Praze. Kvůli nevhodným klimatickým podmínkám byla pro jihlavský kostel sv. Jakuba roku 2012 zhotovena novodobá replika ze syntetické pryskyřice. Přemyslovský krucifix je nyní vystaven v obrazárně Strahovského kláštera.

## Popis a zařazení

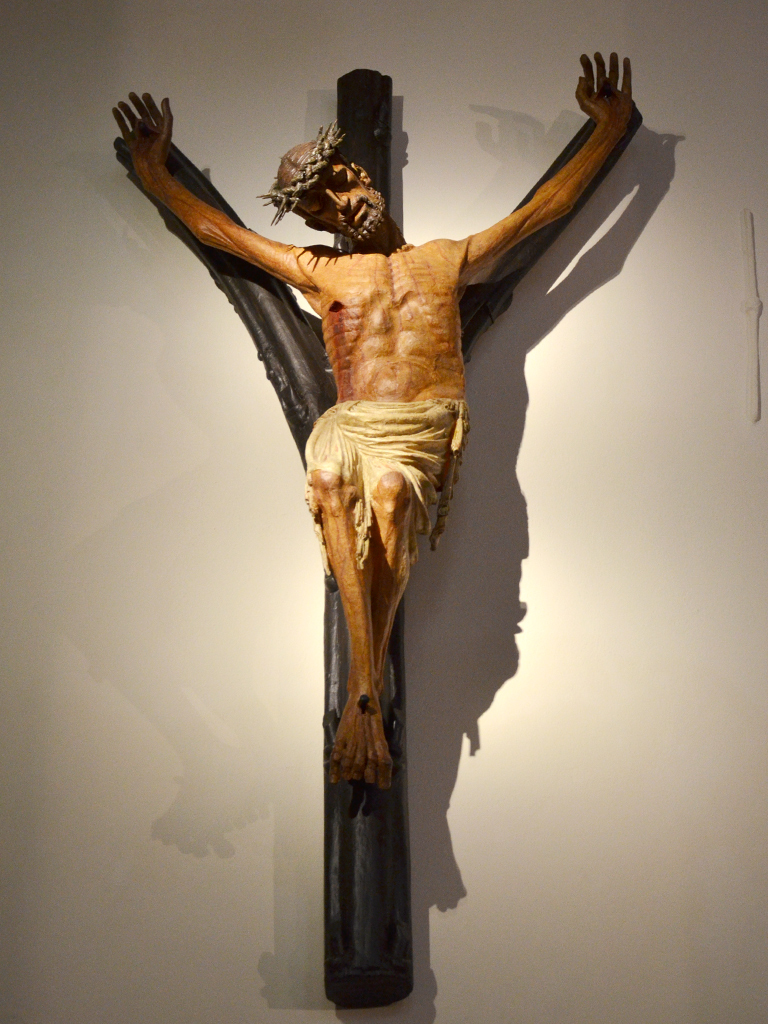
Přemyslovský krucifix, novodobá replika, farní kostel sv. Jakuba Většího v Jihlavě

Předlohou expresivního antiklasického stylu „mystických krucifixů“ (crucifix dolorosum, Gabelkruzifix), pocházejících z německého Porýní, je kříž z kostela St. Maria im Kapitol v Kolíně nad Rýnem z roku 1304.  Přemyslovský krucifix je pozdější než krucifixy z Fabriana a Palerma a navazuje spíše na krucifix z kostela St. Maria vom Frieden v Kolíně a oba krucifixy z okolí Salcburku (Nonnberg, Friesach). Stylisticky je natolik podobný tomu, který přinesli maďarští poutníci z Kolína nad Rýnem do Andernachu, že může dokonce pocházet ze stejné dílny. Svým sochařským ztvárněním, ale poněkud méně expresivním podáním na něj navazuje krucifix z domu augustiniánských kanovníků v Klosterneuburgu.
Krucifix z polychromovaného dřeva se od ostatních gotických sochařských děl domácího původu liší svými nadlidskými rozměry a dramatičností výrazu, která připomíná ještě 13. století. Tělo Krista včetně rukou je vysoké 245 cm a má rozpětí paží 158 cm. Samotný kříž má výšku 309 cm. Jeho forma ve tvaru hluboce rozvětveného kmene s odřezanými výrůstky představuje symbolický Strom poznání dobra a zla.
Kristova figura má disproporčně zvětšenou hlavu, dlaně a chodidla. Hlava s pootevřenými ústy a sklopenýma očima klesá k pravé straně a napíná svaly na krku. Předlohou mohly být hlavy proroků na západním průčelí katedrály ve Strasbourgu. Expresivní výraz utrpení v Kristově obličeji zdůrazňuje řezba, která má tendenci ke geometrické stylizaci a kombinuje ostré konvexní a konkávní tvary. Kristova hlava má precizně řezaný vous a masivní trnovou korunu s dlouhými trny, které pronikají až do lebky. Socha, podobně jako další „Crucifixi dolorosi“, sloužila i jako relikviář, jak svědčí otvor umístěný v hlavě. Dlouhé prameny vlasů, patrné na starších fotografiích, nejsou původní a během restaurování byly odstraněny. Velké dlaně s dlouhými zkroucenými prsty mají v okolí hřebů rány modelované zduřelou pokožkou. Také překřížené nohy, probité jedním hřebem, mají dramaticky zdůrazněné rány. Tělo je poměrně masivní, se schematicky vyznačenými žebry která po stranách sahají až k pasu, propadlým břichem se čtyřmi konvexními záhyby, dolním okrajem hrudníku ve tvaru písmene M. Rána na boku je otevřená a proudy krve, které z ní vytékají, vedou až k prstům na nohou. Ukřižování je oproti starším vyobrazením podáno s naturalistickou věrností – štíhlé paže jsou nataženy vahou těla, přibité nohy mají silně pokrčená kolena.
Kristova rouška je několikrát přehrnuta a složena z množství záhybů, které jsou vpředu hluboké, mísovité a horizontální a po stranách mělké a řasené hustě vertikálně. Čtyři cípy roušky spadají dolů po obou stranách a mezi koleny. Schéma roušky je obdobné jako u krucifixů z Nonnbergu a Friesachu a částečně se shoduje s dalmatskými krucifixy, které jsou mladší.
Až do 13. století byl Kristus na kříži téměř výhradně znázorňován jako vítěz nad smrtí (Christus triumphans) – jako hladká figura bez známek utrpení, často s korunou na hlavě. Jednalo se o ukřižování se 4 hřeby, kde nohy spočívaly vedle sebe na podložce. Ukřižování se třemi hřeby dominuje od poloviny 13. století a má původ v mystických proudech v církvi, které se soustředily na lidský aspekt Kristova utrpení a vybízely věřící ke kontemplaci a ztotožnění. Na přelomu 13. a 14. století se církev musela vyrovnávat se sílícím vlivem náboženských heretiků a žebravé řády spolu s inkvizicí hrály v jejich potírání významnou roli. Drastické znázornění Krista na kříži má původ v dobových zápisech mystických vidění a modlitbách a mělo prohloubit víru, že Mesiáš se obětoval, aby vykoupil lidské hříchy.

### Restaurování
Krucifix byl restaurován roku 1997. Majitel díla a UDU AV ČR se přiklonili k názoru, že vzhledem k dobrému zachování původní gotické polychromie budou odstraněny všechny pozdější přemalby s výjimkou nejstarší vrstvy. Během 600 let bylo na krucifix naneseno deset podkladových vrstev a přemaleb, které byly postupně snímány a dokumentovány. Nejstarší šedorůžová barva inkarnátu se zachovala pouze ve fragmentech na zadní straně rukou a proto byla při restaurování ponechána světle hnědá barva těla pocházející rovněž z gotického období. Kristova rouška, původně světle šedohnědá, byla několikanásobně přemalována. Při restaurování byly sejmuty čtyři nejmladší přemalby a ponechána nejstarší zachovaná vrstva v barvě slonoviny s kapkami krve a zlaceným lemem. Vidlicový kříž, zhotovený ze smrku (střed) a javoru babyky (vidlice), je původní, včetně podkladové křemičité vrstvy a stop původní polychromie. Byla ponechána nejstarší přemalba v tmavohnědé barvě. Na rozdíl od příbuzných německých soch Krista, které jsou z dubu nebo ořechu (Coesfeld, Haltern), je ten jihlavský zhotoven z měkkého topolového dřeva a většího počtu menších dílů. Spoje byly kryty přelepem plátnem a vyrovnány místy silnými podkladovými vrstvami křemičité hlinky a křídy, které se složením shodují s materiály, užitými v české gotické deskové malbě a dřevěné skulptuře 14. století.

### Význam
Historickou a uměleckou hodnotou patří toto dílo mezi nejvýznamnější ze skupiny bolestných krucifixů. V Evropě je jen několik desítek podobných raně gotických děl, z nichž k nejstarším patří krucifixy v klášteru Nonnberg u Salcburku, Crocifisso Chiaramonte v katedrále v Palermu, v Chapelle du Devot-Christ v Perpignan (1307) nebo krucifixy katedrál v italských městech Lucera (dokončena 1317), Sulmona, Tolentino a Fabriano. Další se nacházejí v dalmatských městech Split, Kotor a Piran

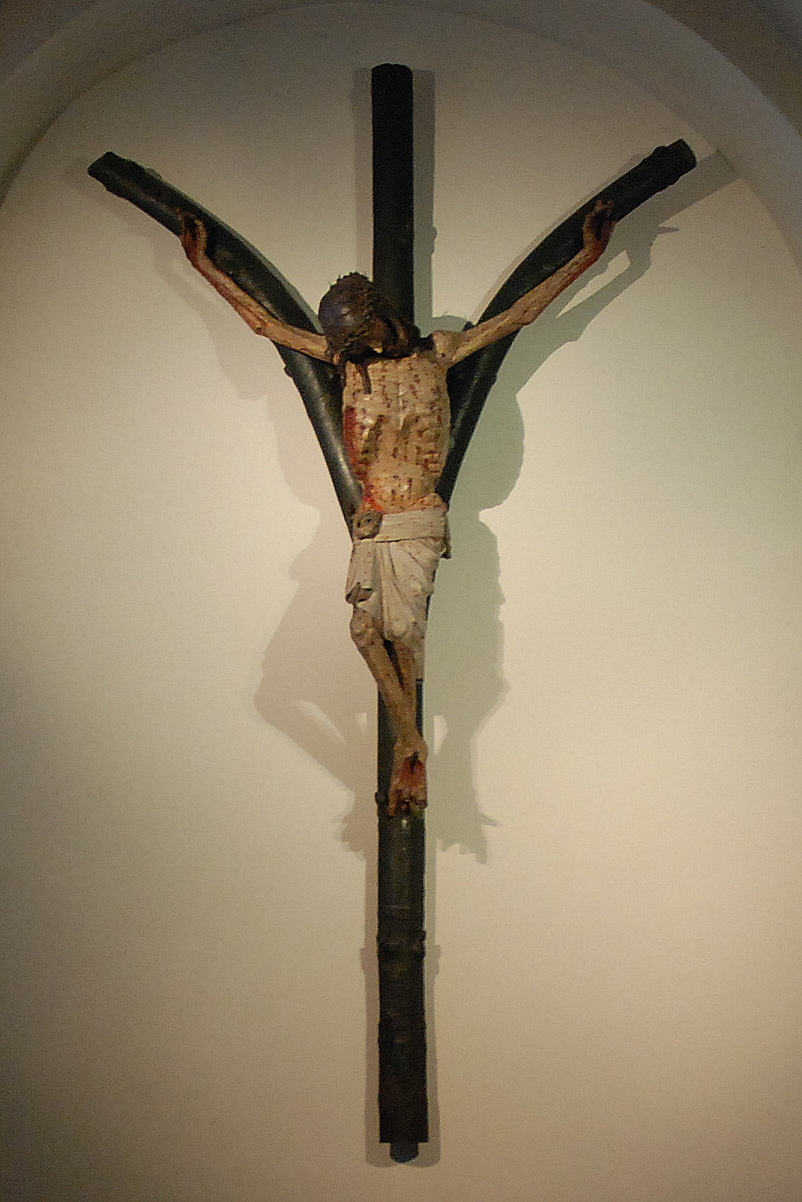
Krucifix, St. Maria im Kapitol, Kolín nad Rýnem (1304)
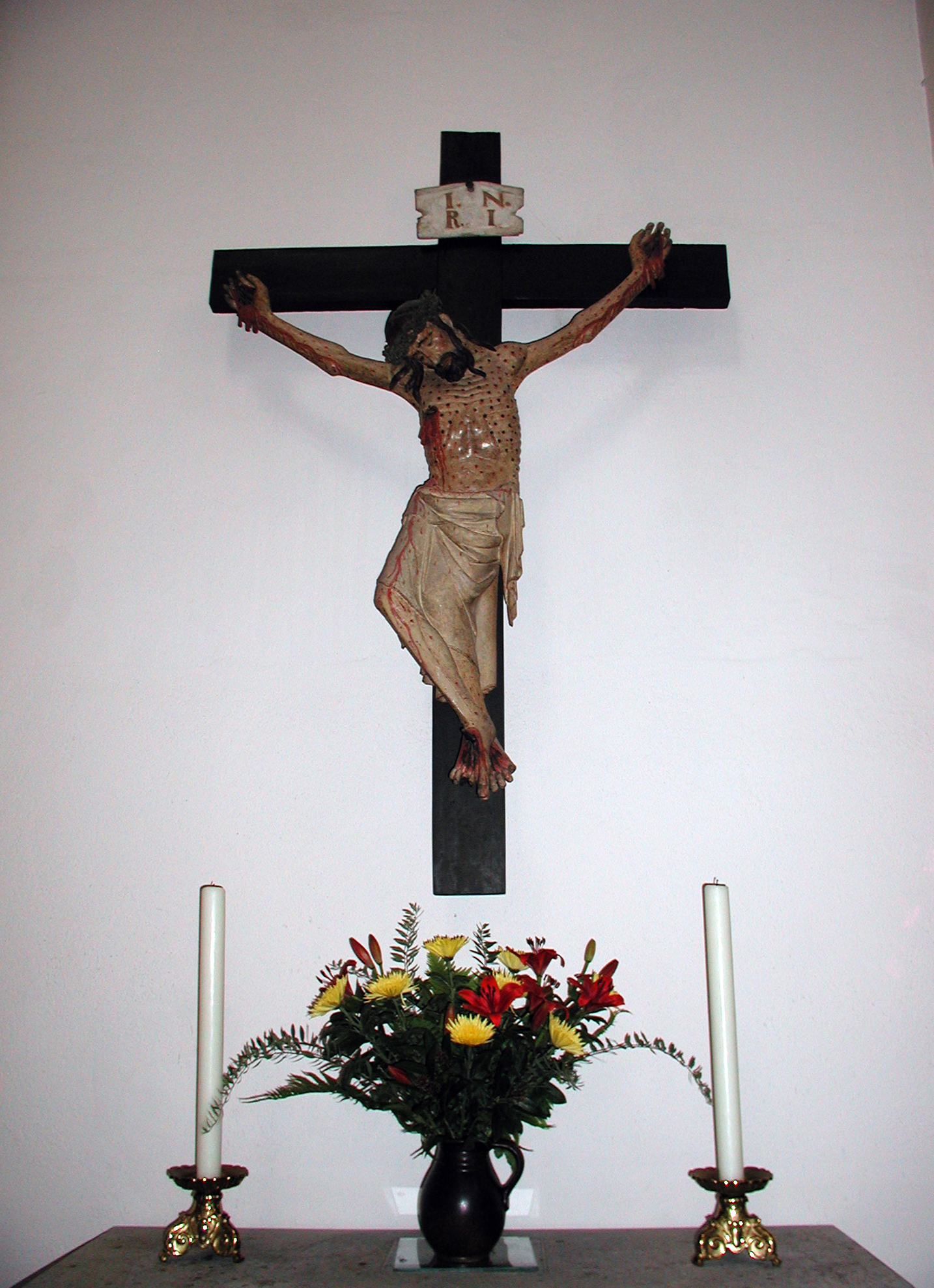
Krucifix, St. Maria vom Frieden, Kolín nad Rýnem
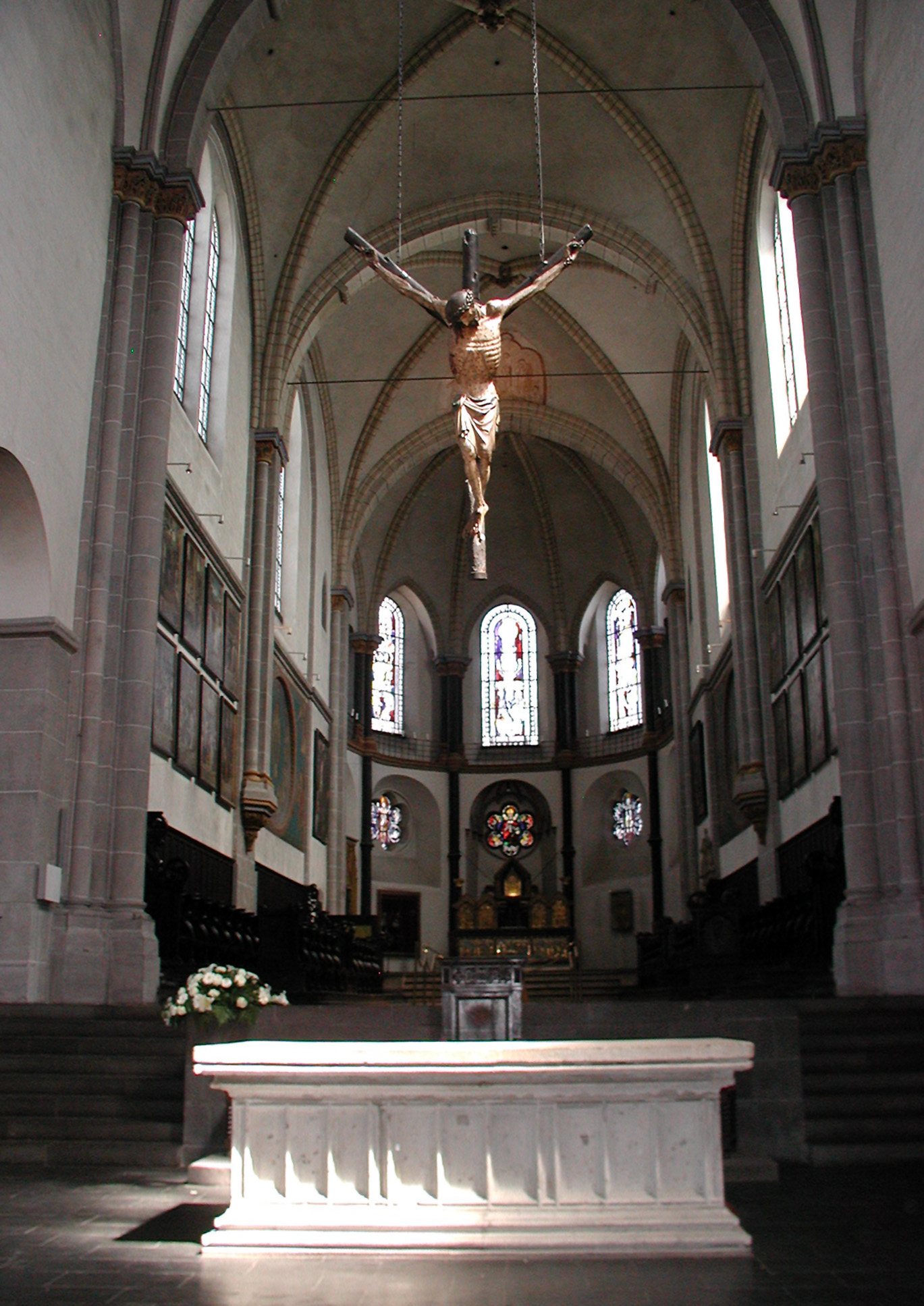
Krucifix, St. Severin, Kolín nad Rýnem
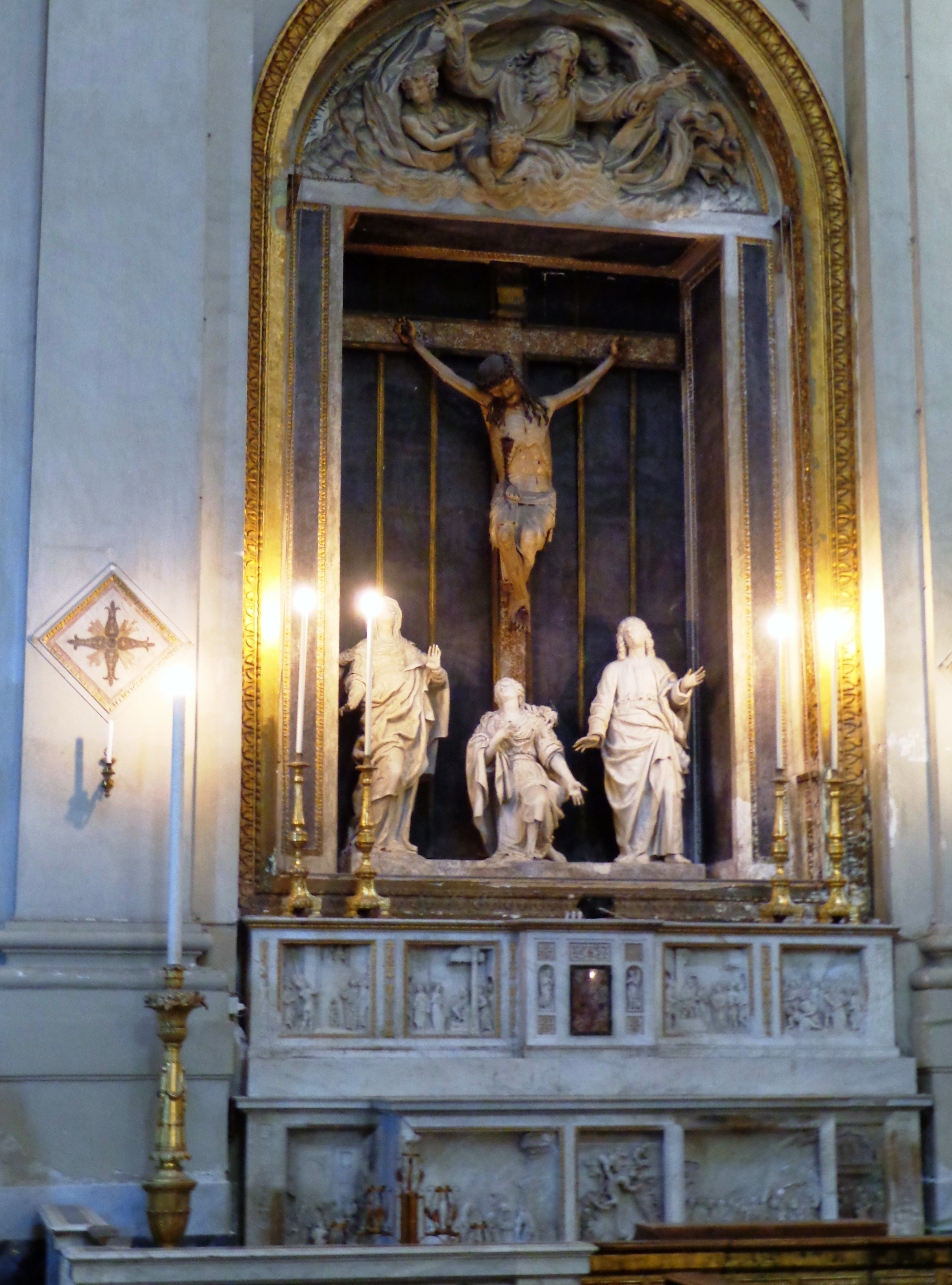
Krucifix, Katedrála Palermo (před 1311?)
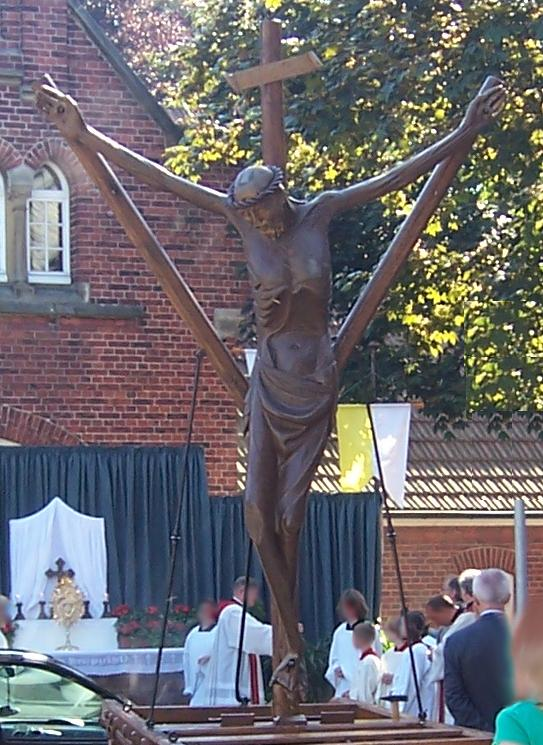
Krucifix, St. Lambert, Coesfeld (1312?)
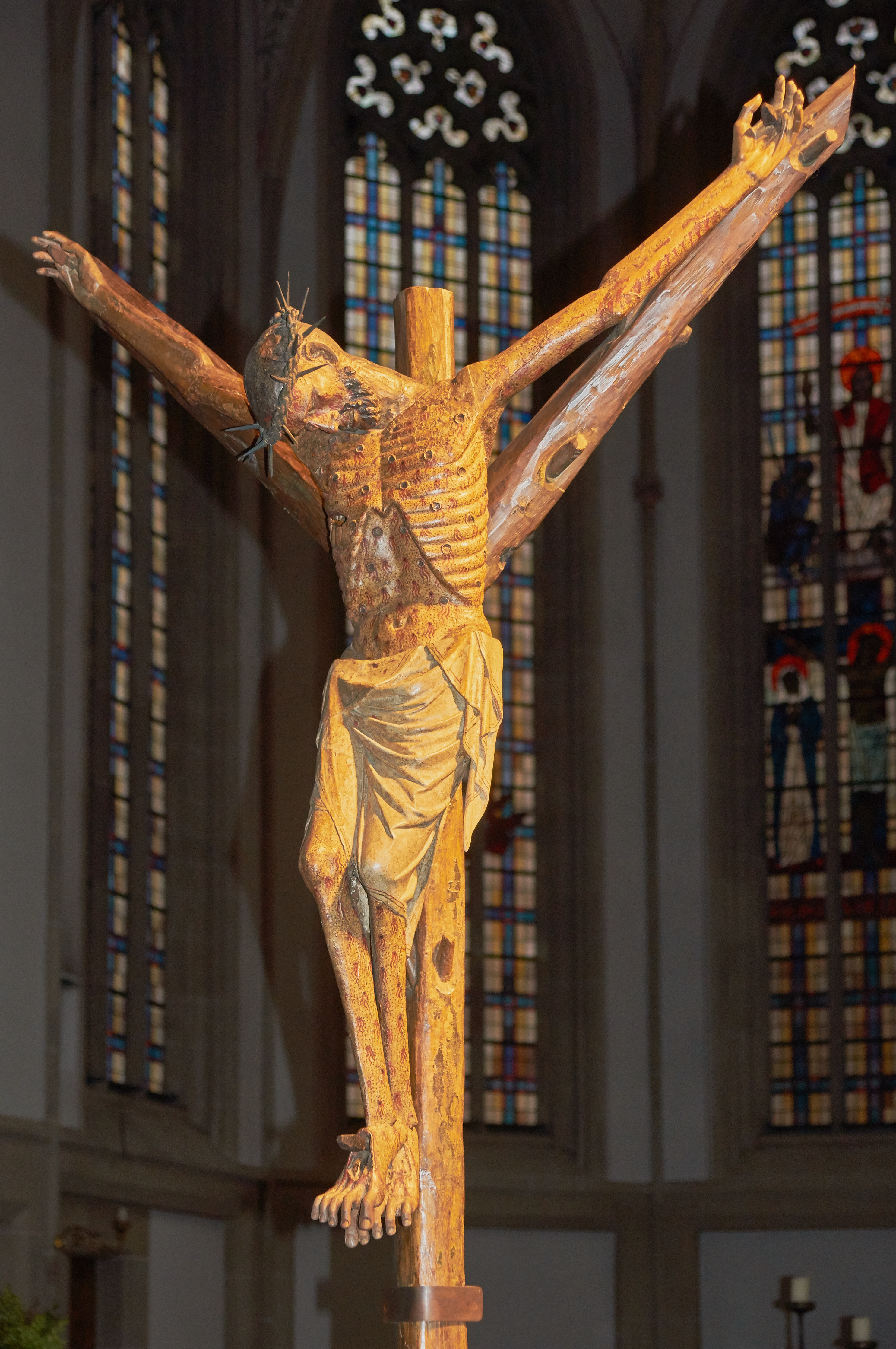
Krucifix, St. Georg, Bocholt (1315)
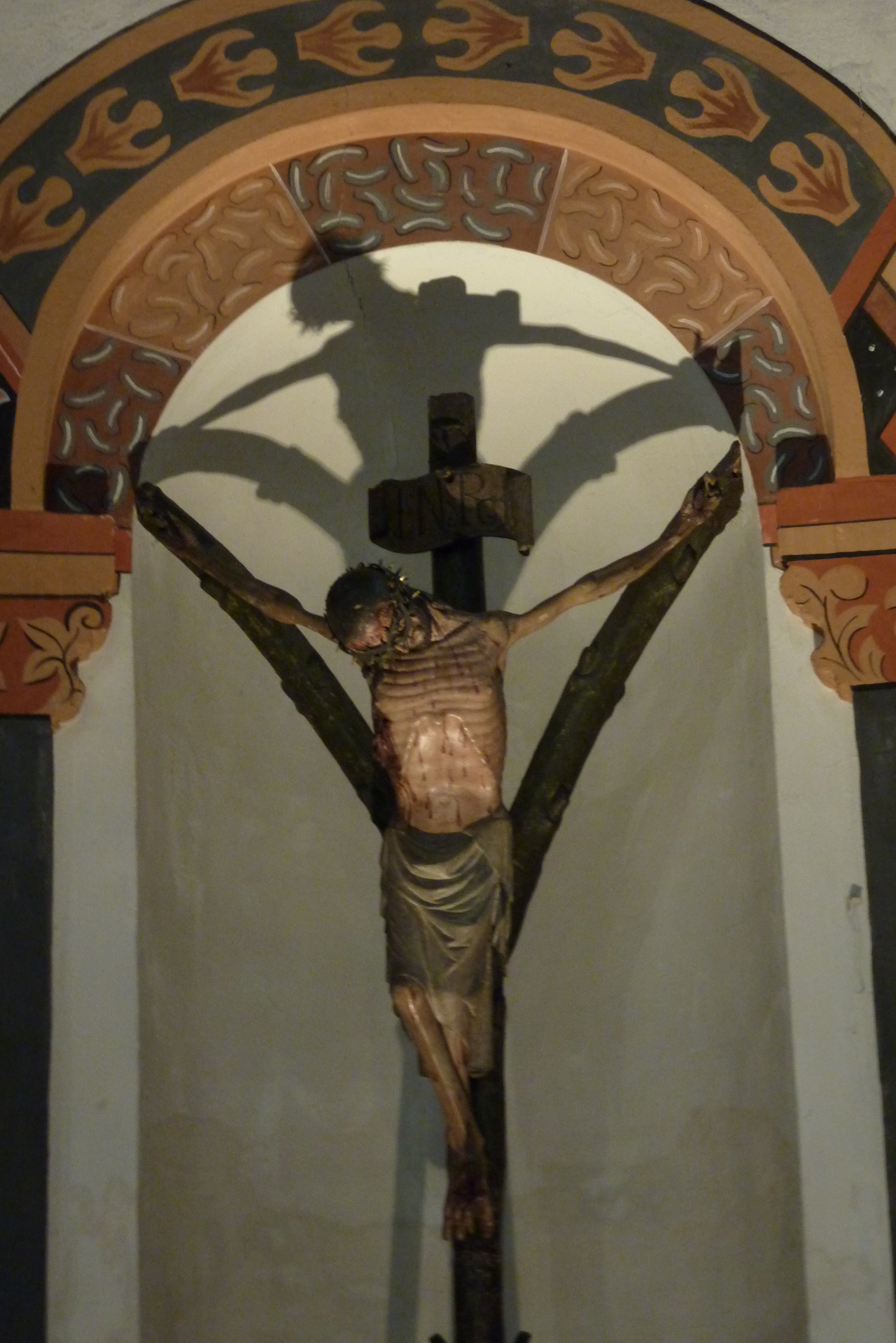
Krucifix, Liebfrauenkirche, Andernach (1310–1320)
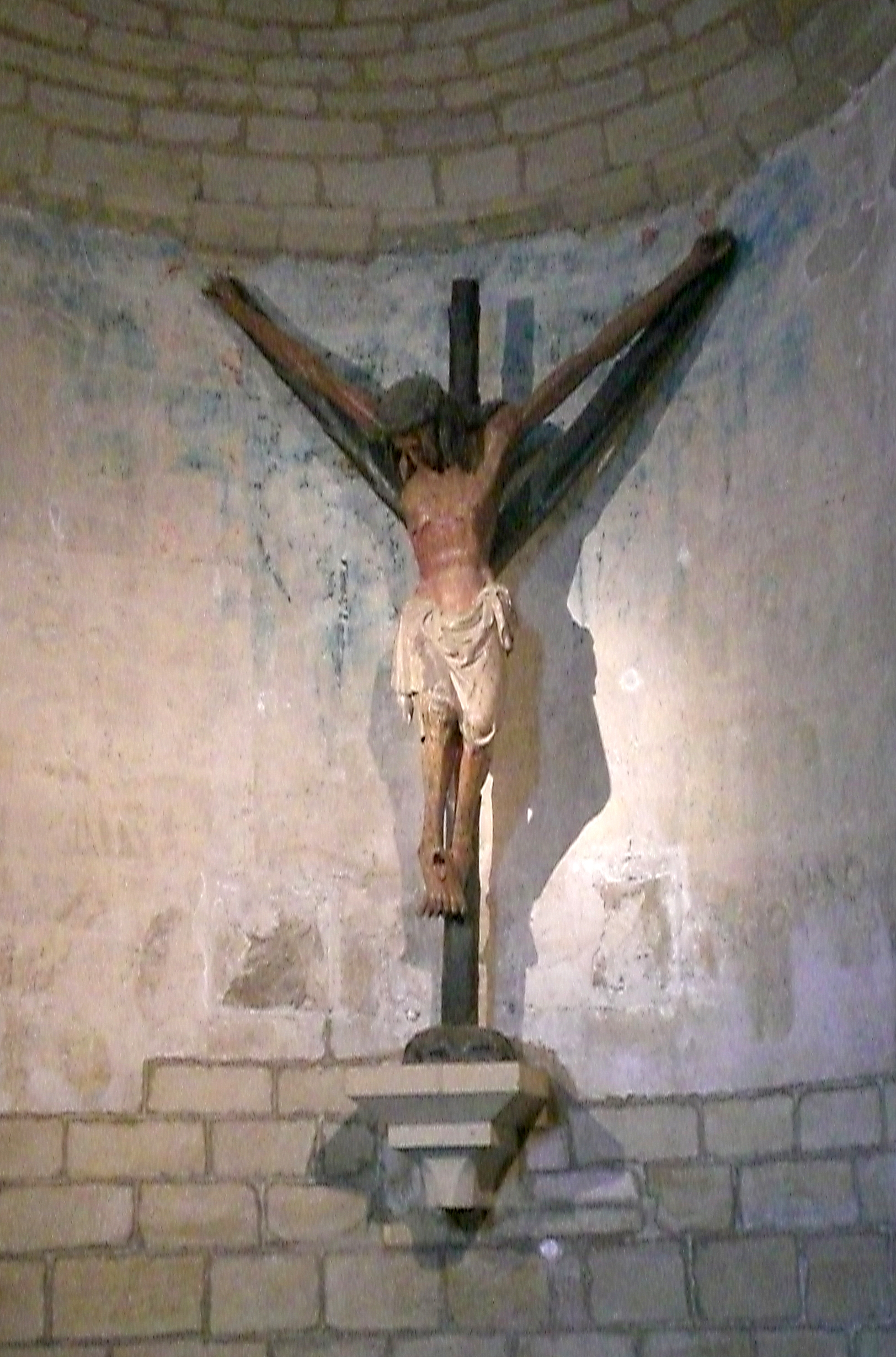
Krucifix, Iglesia del Crucifijo, Puente la Reina (před r. 1325)
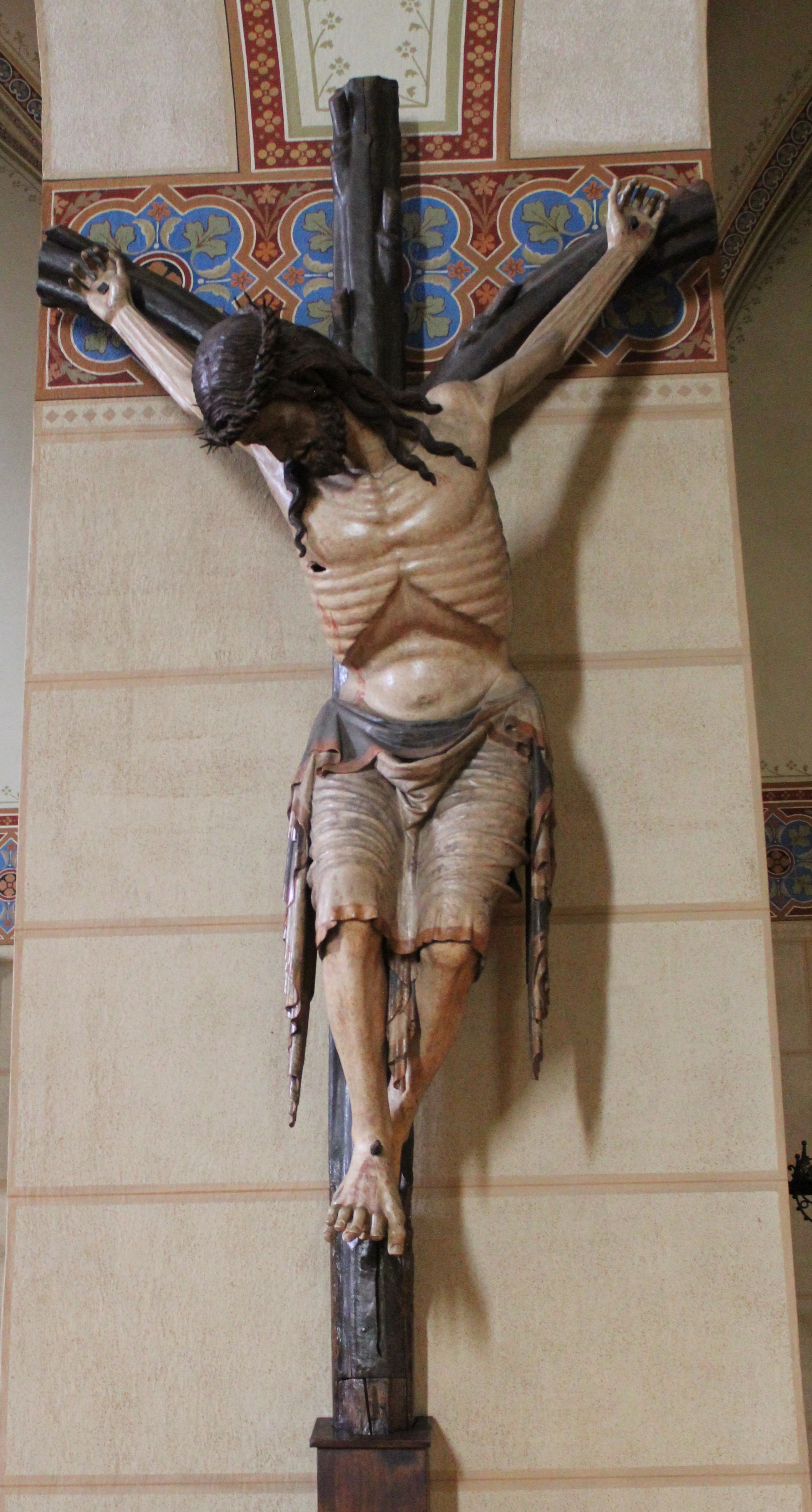
Krucifix, St. Nicholas, Friesach (2. čtvrtina 14. stol.)
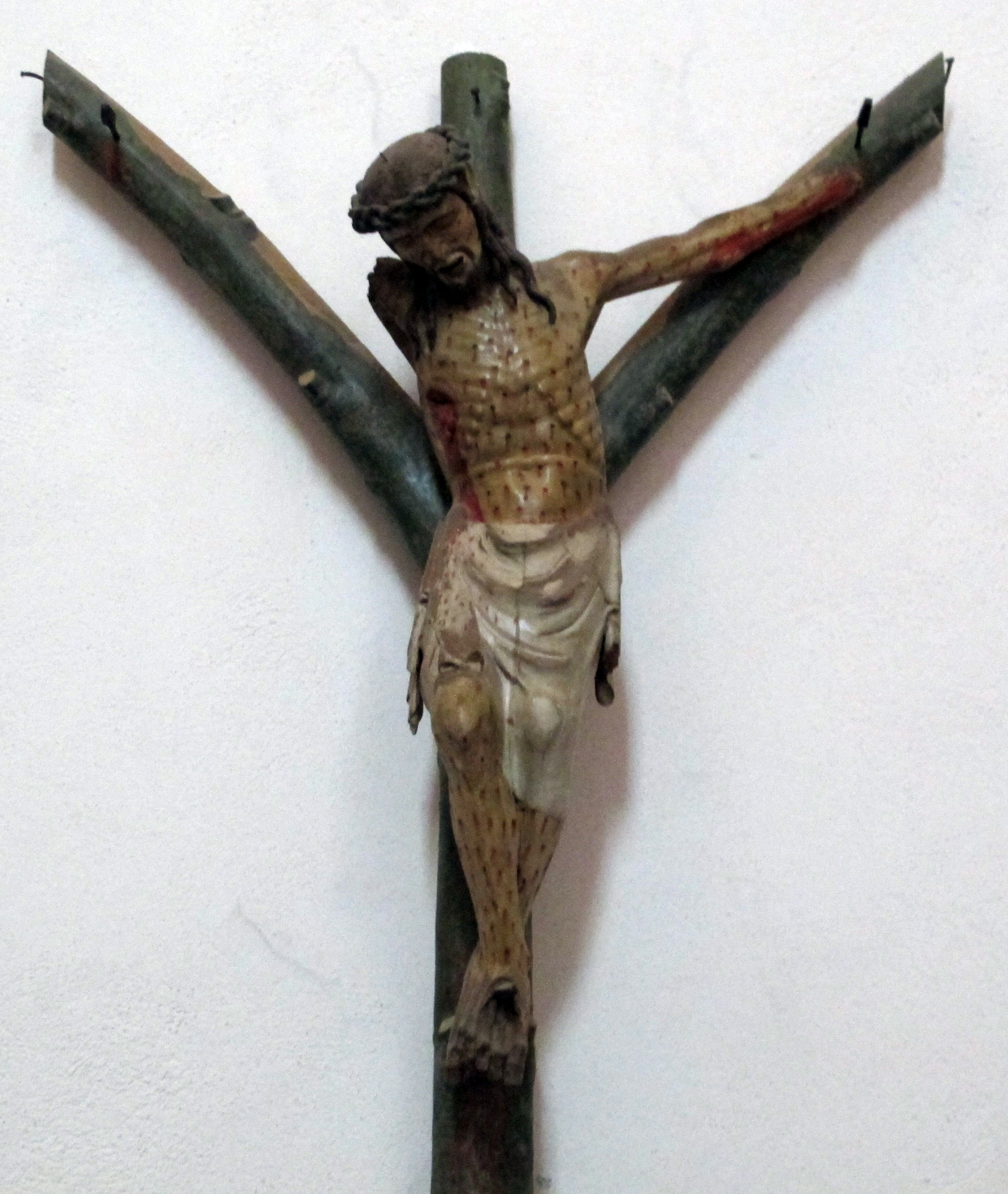
Krucifix, Orvieto, St. Domenico
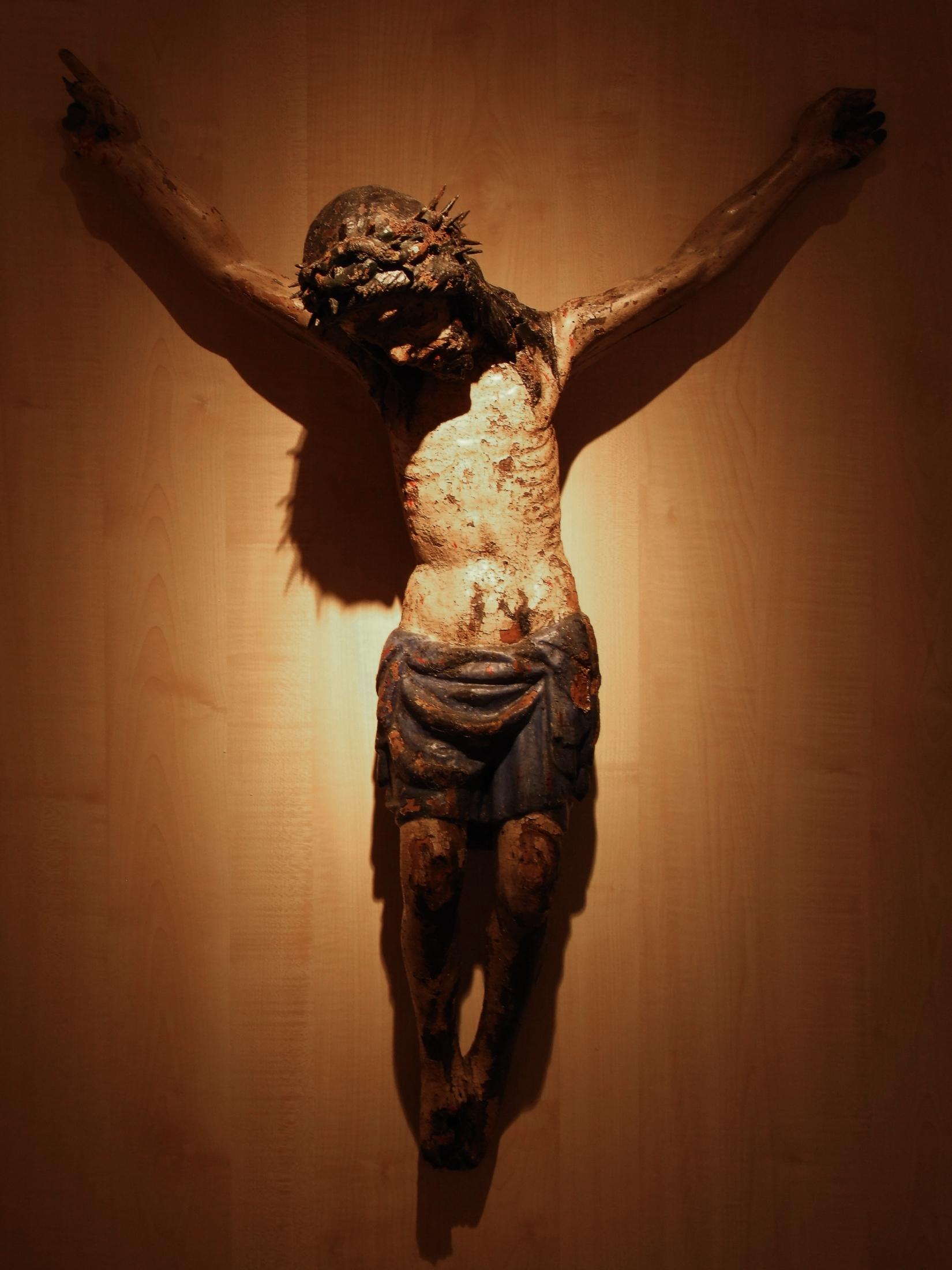
Krucifix, katedrála Kotor
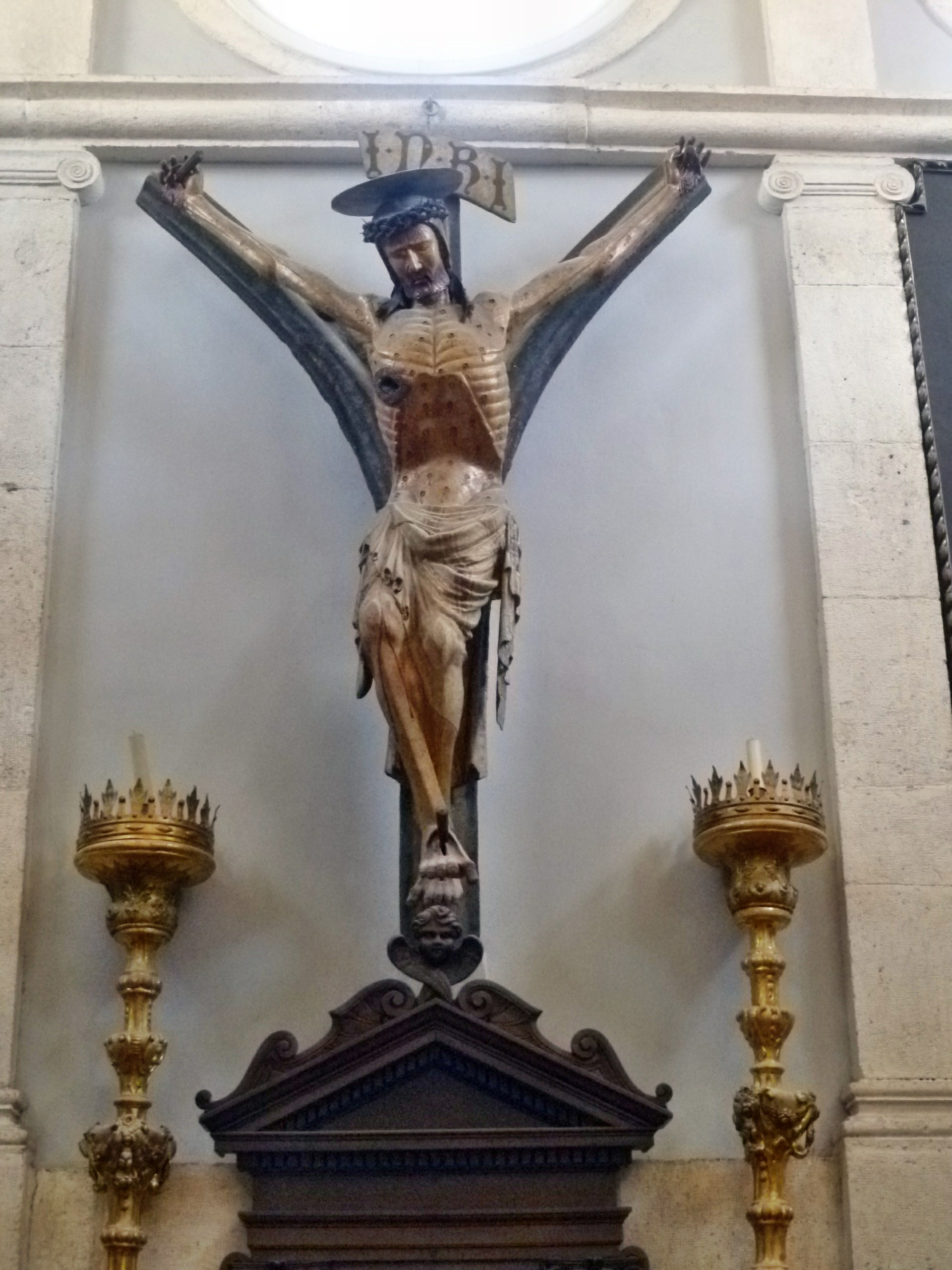
Krucifix, katedrála Split
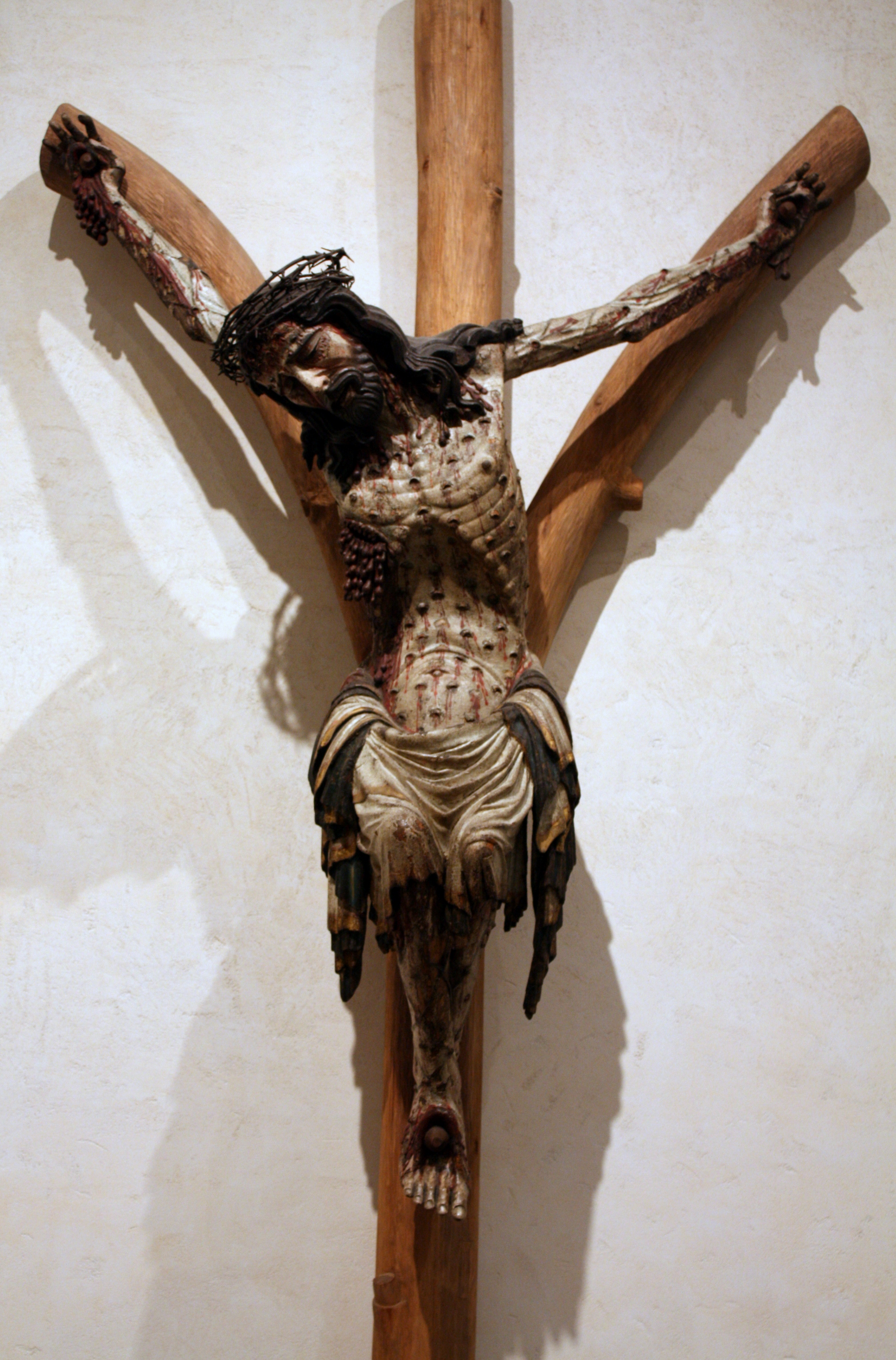
Vidlicový krucifix z kostela Božího těla ve Vratislavi
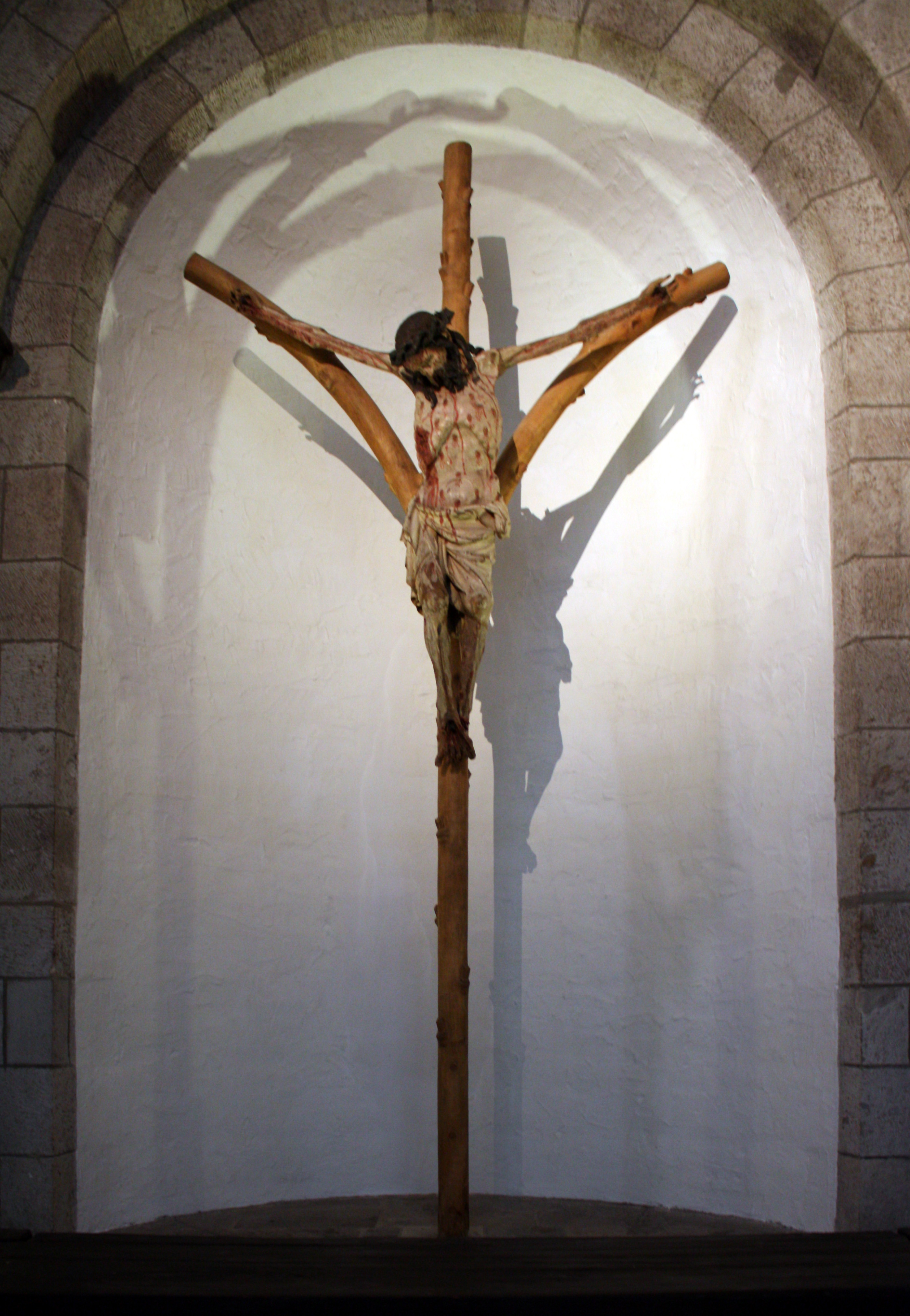
Krucifix, St. Georg, Kolín nad Rýnem (kolem 1380)